# Francesco Paciotto
Francesco Paciotto (Urbino, 1521 - 1591) va ser un conegut arquitecte italià, autor de manta obra civil i militar durant el segle xvi.
Va treballar amb Felip II d'Espanya i Margarida de Parma a als Països Baixos espanyols durant l'estada de Felip a la dècada de 1550. Allà va deixar obres com la Ciutadella d'Anvers. Aquesta ciutadella va esdevenir un model per altres, encara que el projecte va ser també criticat, per Bartolomeo Campi supervisor del rei al Països Baixos espanyols i per Bernardino Facciotto que va ser l'enginyer que en va supervisar la construcció.
Posteriorment va viatjar a Espanya el 1562, on el Rei Felip li el va consultar sobre l'obra del complex del Palau reial d'El Escorial i els plànols per a l'església del Monestir de les Descalçes Reials a Madrid.
Francesco Maria II Della Rovere, duc d'Urbino el va nomenar el 1578 comte del feu de Montefabro a la Regió de les Marques.